# South Dos Palos
South Dos Palos és una concentració de població designada pel cens dels Estats Units a l'estat de Califòrnia. Segons el cens del 2000 tenia 1.385 habitants.

## Demografia
Segons el cens del 2000, South Dos Palos tenia 1.385 habitants, 342 habitatges, i 286 famílies. La densitat de població era de 356,5 habitants/km².
Dels 342 habitatges en un 55,8% hi vivien nens de menys de 18 anys, en un 52% hi vivien parelles casades, en un 24,3% dones solteres, i en un 16,1% no eren unitats familiars. En el 13,2% dels habitatges hi vivien persones soles el 7,3% de les quals corresponia a persones de 65 anys o més que vivien soles. El nombre mitjà de persones vivint en cada habitatge era de 4,05 i el nombre mitjà de persones que vivien en cada família era de 4,41.
Per edats la població es repartia de la següent manera: un 41,7% tenia menys de 18 anys, un 11,9% entre 18 i 24, un 25,4% entre 25 i 44, un 14,1% de 45 a 60 i un 6,9% 65 anys o més.
L'edat mediana era de 23 anys. Per cada 100 dones de 18 o més anys hi havia 90,8 homes.
La renda mediana per habitatge era de 18.500 $ i la renda mediana per família de 23.365 $. Els homes tenien una renda mediana de 20.417 $ mentre que les dones 12.357 $. La renda per capita de la població era de 7.170 $. Entorn del 44,6% de les famílies i el 42,2% de la població estaven per davall del llindar de pobresa.

## Poblacions més properes
El següent diagrama mostra les poblacions més properes.